# Thorsten Fuchs
Thorsten Fuchs (* 31. August 1979 in Merzig) ist ein deutscher Erziehungswissenschaftler.

## Leben
Nach dem Studium der Pädagogik, Philosophie, Soziologie und Psychologie an den Universitäten Koblenz-Landau und Wuppertal sowie Germanistik und Philosophie/Ethik an der Justus-Liebig-Universität Gießen war er von 2005 bis 2017 wissenschaftlicher Mitarbeiter am Institut für Erziehungswissenschaft in Gießen. Nach der Promotion 2010 zum Dr. phil. an der Justus-Liebig-Universität Gießen ist er seit 2017 Professor für Allgemeine Erziehungswissenschaft an der Universität Koblenz. Davor hatte er zwischen 2013 und 2014 eine Vertretungsprofessur für Allgemeine Erziehungswissenschaft mit dem Schwerpunkt qualitative Forschungsmethoden an der Pädagogischen Hochschule Freiburg inne. In Sommersemester 2015 und Wintersemester 2016/2017 war er Gastprofessor an der Universität Wien. Von 2016 bis 2022 war er im Vorstand der Kommission „Qualitative Bildungs- und Biographieforschung“ der DGfE und Vorsitzender der Kommission. Darüber hinaus war er von 2021 bis 2023 Sprecher der DGfE-Sektion „Allgemeine Erziehungswissenschaft“. Seit 2024 ist er Mitglied des DGfE-Vorstands.
Seine Forschungsschwerpunkte sind historisch-systematische Grundlagen der Erziehungswissenschaft, Theorie und Empirie von Bildungs-, Erziehungs- und Sozialisationsprozessen. Wissenschaftstheorie und Methodologie pädagogischer Forschung, insbesondere qualitativer Bildungs- und Biographieforschung, philosophische Methoden in der Pädagogik: Hermeneutik und Kritik, Normativität und Werte und pädagogische Jugend- und Familienforschung.

## Schriften (Auswahl)
- Dissertation: Bildung und Biographie. Eine Reformulierung der bildungstheoretisch orientierten Biographieforschung. Transcript Verlag Bielefeld 2011, ISBN 978-3-8376-1791-7.
- mit Christine Demmer und Christine Wiezorek (Hrsg.): Aufbrüche, Umbrüche, Abbrüche. Wegmarken qualitativer Bildungs- und Biographieforschung. Verlag Barbara Budrich Leverkusen-Opladen 2022, ISBN 3-8474-2554-4.
- mit Anja Schierbaum und Alena Berg (Hrsg.): Jugend, Familie und Generationen im Wandel. Erziehungswissenschaftliche Facetten. Springer VS Wiesbaden 2022, ISBN 978-3-658-24184-1.
- mit Sabine Krause und May Jehle (Hrsg.): Normativität und Normative (in) der Pädagogik. Einsätze theoretischer Erziehungswissenschaft III. Königshausen & Neumann Würzburg 2013, ISBN 978-3-8260-5211-8.